# Троице-Лыковский ручей
Тро́ице-Лы́ковский руче́й (Се́верный Тро́ице-Лы́ковский руче́й) — малая река в районе Строгино Северо-Западного административного округа Москвы, правый приток Москвы-реки. Верховья засыпаны, речное русло трансформировано и заключено в подземный коллектор. Название получил от бывшего села Троице-Лыково.
Длина ручья составляла не более 500 метров, постоянное течение устанавливалось в низовьях. Устье расположено на севере Троице-Лыково у Туркменского проезда. По коллектору ручья в Москву-реку поступают сточные воды.